# 須崎慎一
須崎 愼一（すざき しんいち、1946年12月11日 - ）は、日本の歴史学者。専門は日本近現代史。神戸大学名誉教授。

## 概要
1946年東京都生まれ。1965年、北海道大学医学部に入学したものの、自己の適性に合わなかったことから進学課程の2年間で中退した。
1969年、早稲田大学第一文学部に入学して、鹿野政直に学んだ。その後、早稲田大学文学研究科修士課程に進学して鹿野政直や由井正臣に学び、修士論文を作成する中で法政大学大原社会問題研究所所蔵の『信州郷軍』に出会い、信州郷軍同志会を通して軍部・ファッショ勢力の研究を行うこととなった。
1975年、一橋大学大学院社会学研究科博士課程に進み、藤原彰に学んだ。修士論文作成の中で出会った『信州郷軍』を捜す中で「森本州平文書」（現在は飯田市立図書館所蔵。なお、あわせて発見された『森本州平日記』は遺族が保管している。）、「中原謹司文書」（現在は国立国会図書館憲政資料室及び飯田市歴史研究所所蔵。）、「小野祐之文書」（遺族が保管）を発見した。
1978年、一橋大学社会学部助手を経て、1980年に神戸大学教養部で教鞭を執った。1992年、神戸大学国際文化学部教授に就任し、2010年定年退職した。

## 経歴
- 1946年　東京都に生まれる。
- 1965年　東京都立立川高等学校卒業、北海道大学医学部に入学
- 1967年　北海道大学医学部を中退
- 1969年　早稲田大学第一文学部入学
- 1975年　早稲田大学文学研究科修士課程修了、一橋大学大学院社会学研究科博士課程入学
- 1978年　一橋大学社会学研究科博士課程単位修得退学、同助手
- 1982年　神戸大学教養部助教授（〜1991年）
- 1991年　神戸大学教養部教授（〜1992年）
- 1992年　神戸大学国際文化学部教授（〜2010年）
- 2010年　神戸大学定年退職、神戸大学名誉教授、長野県佐久市在住
  - この間、佛教大学などの非常勤講師も務める。

## 著書

### 単著
- 『二・二六事件』（岩波書店［岩波ブックレット］、1988年）
- 『日本ファシズムとその時代 天皇制・軍部・戦争・民衆』（大月書店、1998年）
- 『二・二六事件 青年将校の意識と心理』（吉川弘文館、2003年）

### 編著
- （内田健三、金原左門、古屋哲夫編）『日本議会史録 3』（第一法規出版、1991年）
- （安在邦夫、佐藤能丸、大日方純夫、山本悠三編）『日本の近代 国家と民衆』（梓出版社、1991年）
- （安在邦夫、佐藤能丸、大日方純夫、山本悠三編）『日本の現代 平和と民主主義』（梓出版社、1994年）
- 『戦後日本人の意識構造 歴史的アプローチ』（梓出版社、2005年）
- （阿部恒久、大日方純夫、天野正子編）『モダニズムから総力戦へ』（日本経済評論社、2006年）
- （内藤英恵共著）『現代日本を考えるために 戦前日本社会からの視座』（梓出版社、2007年）
- （須崎愼一先生退職記念行事実行委員会編）『学生・院生とともに歩んで : 須崎愼一先生退職記念誌』（須崎愼一先生退職記念行事実行委員会、2010年）

### 編纂史料
- 『大政翼賛運動資料集成 第2集』（柏書房、1989年）
- 『加古川市史史料 1』（加古川市史編さん室、1991年）
- 「古家実三日記（1） 1906年1月1日〜1907年9月13日」（藤原昭三、和崎光太郎、山本かえ子共編、『古家實三日記研究』創刊号、2001年）
- 「古家実三日記（二） 1907年9月14日〜1908年7月10日」（藤原昭三、和崎光太郎、山本かえ子共編、『古家實三日記研究』2号、2002年）
- 「古家実三日記（三） 1908年7月11日〜1909年7月31日」（藤原昭三、和崎光太郎、山本かえ子共編、『古家實三日記研究』3号、2003年）
- 「古家実三日記（四） 1909年8月1日〜1910年6月30日」（藤原昭三、和崎光太郎、山本かえ子共編、『古家實三日記研究』4号、2004年）
- 「古家実三日記（五） 1910年7月1日〜1911年4月6日」（藤原昭三、山本かえ子共編、『古家實三日記研究』5号、2005年）
- 「古家実三日記（六） 1911年4月7日〜1911年10月3日」（藤原昭三、山本かえ子共編、『古家實三日記研究』6号、2006年）
- 「「阪神劫火随聞記」・「大東亜戦争敵機来襲記」（抄出）」（藤原昭三、山本かえ子共編、『古家實三日記研究』6号、2006年）
- 「古家実三日記（七） 1911年10月4日〜1913年1月3日」（藤原昭三、坪田正弘、山本かえ子共編、『古家實三日記研究』7号、2008年）
- 「古家実三日記（九） 1913年9月1日〜1914年4月2日」（藤原昭三、坪田正弘、山本かえ子共編、『古家實三日記研究』9号、2010年）

### 論文
- 「日本における反ファッショ闘争の一断面 日本労働組合全国評議会を中心に」（『歴史学研究』415号、1974年）
- 「選挙粛正運動の展開とその役割」（『歴史評論』310号、1976年）
- 「「政党政治」崩壊期における政友会と民政党 一九三二－三七年」（『一橋論叢』75巻6号、1976年）
- 「秘められた軍ファシズム運動 全日本郷軍同志会構想と信州郷軍同志会」（『一橋論叢』81巻6号、1979年）
- 「地域右翼・ファッショ運動の研究 長野県下伊那郡における展開」（『歴史学研究』480号、1980年）
- 「近代天皇制の変容 近代詔勅考」（『一橋論叢』85巻2号、1981年）
- 「日本ファシズムとカトリック教排撃問題」（『近代』61号、1985年）
- 「日本人の戦争観  「六甲開祖之碑」顛末」（『近代』68号、1990年）
- 「軍ファシズム運動研究ノート 藤井齋の思想を中心に」（『近代』69号、1990年）
- 「新聞報道と日本社会 蔵本書記生行方不明事件を例として」（『近代』82号、1997年）
- 「試論・戦後日本の保守思想 「森本州平日記」に見る」（『日本文化論年報』2号、1999年）
- 「高度成長期の再検討 「文教住宅都市」・西宮のケースを通して」（『近代』88号、2001年）
- 「満州事変前夜の「女」と「男」 『姫路の婦人』創刊号に見る世相と意識」（『日本文化論年報』5号、2002年）
- 「雑誌『農民倶楽部』に見る日中戦争下の農村 1937年から1940年」（服部雅史共著、『日本文化論年報』6号、2003年）
- 「新島繁と新島繁文書」（野邑理栄子共著、『近代』91号、2003年）
- 「古家実三の歴史的位置を考える 加西郡県議選を中心に（上）」（『古家實三日記研究』3号、2003年）
- 「青年海外協力隊はなぜ誕生したのか」（藤本和弥共著、『日本文化論年報』、2004年）
- 「古家実三の歴史的位置を考える 加西郡県議選を中心に（下）」（『古家實三日記研究』4号、2004年）
- 「戦後意識を探る 西宮雅楽多宗・ハガキ通信を手がかりに」（『日本文化論年報』9号、2006年）
- 「保守化の原因を探る 西宮の女性の歩みから」（『日本文化論年報』10号、2007年）
- 「「皇紀二千六百年」・「八紘一宇」と人名漢字 『人事興信録』からのスケッチ」（『日本文化論年報』11号、2008年）
- 「冷凍食品に見る家庭・女性 1960 年代〜2009 年・日本におけるそのプロセス」（貢英美子共著、『近代』101号、2009年）
- 「信州郷軍同志会の誕生 退職に当たっての市瀬繁文書による補足」（『日本文化論年報』13号、2010年）
- 「米軍基地・施設をめぐる日本のメディアと日本人の意識 R・Rセンター報道を中心に」（『日本文化論年報』14号、2011年）

### 書評
- 安田常雄著「日本ファシズムと民衆運動」（『日本史研究』224号、1981年）
- 近代日本研究会編『昭和期の社会運動』<年報・近代日本研究5>, 山川出版社, 一九八三・一一刊, A5, 365頁（『史学雑誌』93編7号、1984年）
- 吉沢南著「戦争拡大の構図 日本軍の「仏印進駐」」（『日本史研究』301号、1987年）

### 史料紹介
- 「森本州平日記（抄） 1924（大正13年）前半期分」（『論集 神戸大学教養部紀要』35号、1985年）
- 「森本州平日記（抄） 1924（大正13年）後半期分」（『論集 神戸大学教養部紀要』36号、1985年）
- 「森本州平日記（抄） 1925（大正14年）1〜4月」（『論集 神戸大学教養部紀要』37号、1986年）
- 「森本州平日記（抄） 1925（大正14年）5〜9月」（『論集 神戸大学教養部紀要』38号、1986年）
- 「森本州平日記（抄） 1925（大正14年）10月〜12月」（『論集 神戸大学教養部紀要』39号、1987年）
- 「森本州平日記（抄） 1926（大正15年）1〜4月」（『論集 神戸大学教養部紀要』40号、1987年）
- 「森本州平日記（抄） 1926（大正15年）5〜9月」（『論集 神戸大学教養部紀要』41号、1988年）
- 「森本州平日記（抄）（8） 1926（大正15年）10月〜12月」（『論集 神戸大学教養部紀要』42号、1988年）
- 「森本州平日記（抄）（9） 1927（昭和2年）1〜3月」（『論集 神戸大学教養部紀要』43号、1989年）
- 「森本州平日記（抄）（10） 1927（昭和2年）4〜8月」（『論集 神戸大学教養部紀要』45号、1990年）
- 「森本州平日記（抄）（11） 1927（昭和2年）9〜12月」（『論集 神戸大学教養部紀要』46号、1990年）
- 「森本州平日記（抄）（12） 1928（昭和3年）1〜6月」（『論集 神戸大学教養部紀要』47号、1991年）
- 「森本州平日記（抄）（13） 1928（昭和3年）7〜12月」（『論集 神戸大学教養部紀要』48号、1991年）
- 「森本州平日記（抄）（14） 1929（昭和4年）1〜4月」（『論集 神戸大学教養部紀要』49号、1992年）
- 「森本州平日記（抄）（15） 1929（昭和4年）5〜8月」（『論集 神戸大学教養部紀要』50号、1992年）